# Christoph Siegfried Herrmann
Christoph Siegfried Herrmann (* 20. August 1966 in Celle) ist Ingenieur und Professor für Psychologie.

## Leben
Der Sohn des Sprachmediziners Wolfgang Siegfried Herrmann studierte von 1986 bis 1996 an der Technischen Universität Darmstadt, am College of New Jersey und an der Universität Mainz. 1996 wurde er mit der Arbeit Ein hybrides KI-System zur medizinischen Befundung an der TU Darmstadt promoviert. Nach Postdoc-Tätigkeiten an der Hokkaido University, dem Max-Planck-Institut für Kognitions- und Neurowissenschaften in Leipzig und der University of California, Berkeley arbeitete er von 2001 bis 2009 an der Otto-von-Guericke-Universität Magdeburg. 2002 erfolgte die Habilitation in Psychologie mit der Arbeit Die Bedeutung von 40-Hz-Oszillationen für kognitive Prozesse an der Universität Leipzig. Von 2003 an war er Professor für Biologische Psychologie in Magdeburg. Seit Oktober 2009 ist er Professor für Allgemeine Psychologie an der Carl von Ossietzky Universität Oldenburg.
Einen Schwerpunkt seiner Forschungstätigkeit bildet die Erforschung der EEG-Gamma-Aktivität. Weitere Arbeitsgebiete sind visuelle und auditorische Wahrnehmung sowie Fragen des freien Willens und des Bewusstseins.

## Schriften (Auswahl)
- Herrmann, C.: Human EEG responses to 1–100 Hz flicker: resonance phenomena in visual cortex and their potential correlation to cognitive phenomena. Exp Brain Res 137, 346–353 (2001). https://doi.org/10.1007/s002210100682.
- Christoph S Herrmann, Robert T Knight, Mechanisms of human attention: event-related potentials and oscillations, Neuroscience & Biobehavioral Reviews, Volume 25, Issue 6, 2001, Pages 465-476, https://doi.org/10.1016/S0149-7634(01)00027-6.
- Christoph Herrmann, Christian Fiebach: Gehirn & Sprache, Fischer Taschenbuch, Frankfurt am Main, 2004; ISBN 3-5961-5566-5.
- Christoph S. Herrmann, Matthias H.J. Munk, Andreas K. Engel: Cognitive functions of gamma-band activity: memory match and utilization, Trends in Cognitive Sciences, Volume 8, Issue 8, 2004, Pages 347-355, https://doi.org/10.1016/j.tics.2004.06.006.
- Christoph S. Herrmann, Michael Pauen et al. (Hrsg.) Bewusstsein : Philosophie, Neurowissenschaften, Ethik, Fink, München, 2005 (UTB; 2686: Philosophie); ISBN 3-7705-4185-5 (Fink) / ISBN 3-8252-2686-7 (UTB).
- Simon Hanslmayr, Alp Aslan, Tobias Staudigl, Wolfgang Klimesch, Christoph S. Herrmann, Karl-Heinz Bäuml: Prestimulus oscillations predict visual perception performance between and within subjects, NeuroImage, Volume 37, Issue 4, 2007, Pages 1465-1473, https://doi.org/10.1016/j.neuroimage.2007.07.011.
- Strüber, D., & Herrmann, C. S. (2022): Gamma Activity in Sensory and Cognitive Processing. In: The Oxford Handbook of EEG Frequency, p 145.